# وندژی ای
وندژی ای (به انگلیسی: Vandazhi-I) یک روستا در هند است که در کرالا واقع شده‌است.

## خصوصیات
وندژی ای ۱۲٬۶۲۴ نفر جمعیت دارد.